# Gymnoscelis celaenephes
Gymnoscelis celaenephes là một loài bướm đêm trong họ Geometridae.